# Andrei Alexandrowitsch Wassiljew
Andrei Alexandrowitsch Wassiljew (russisch Андрей Александрович Васильев; * 27. Juni 1962 in Leningrad, Sowjetunion) ist ein ehemaliger sowjetisch-russischer Ruderer und Silbermedaillengewinner der Olympischen Sommerspiele 1988.

## Karriere
Der für Dynamo Leningrad rudernde Wassiljew trat 1988 bei den Olympischen Spielen mit dem sowjetischen Achter an und gewann die Silbermedaille hinter dem westdeutschen Achter.
Gleich bei seiner ersten Teilnahme an den Weltmeisterschaften im Jahr 1985 gewann er eine Goldmedaille, es folgte eine Silbermedaille bei den Weltmeisterschaften 1987.